# Darya Kravets
Darya Kravets (nascuda el 21 de març del 1994) és una defensa de futbol ucraïnesa que juga al BIIK Kazygurt a la lliga del Kazakhstan. El seu debut amb la selecció ucraïnesa va ser al 2014.

## Trajectòria
- Mordovochka Saransk (2014)
- Zorky Krasnogorsk (2015)
- BIIK Kazygurt (2016–)